# Lluís Martí-Codolar i Gelabert
Lluís Martí-Codolar i Gelabert   (Barcelona, 24 d'agost de 1843 - Barcelona, 4 de novembre de 1915) fou un banquer i empresari català.

## Biografia
Era fill dels comerciants Joaquim Martí i Codolar i Maria Àngela Gelabert i Jordà. Va demanar a la Corona d'Espanya utilitzar els dos cognoms del seu pare com a primer cognom compost, ja que Martí era molt comú al principat i creava confusions, cosa que se li va concedir per Reial Ordre del 23 de novembre del 1886. Es va casar amb Consol Pascual i de Bofarull, amb qui van tenir sis fills, un d'ells, Sebastià Anton Martí-Codolar i Bofarull, que va ser diputat a la Mancomunitat de Catalunya.
Inicialment va ser apoderat de les empreses familiars, també apoderat de la Casa Ruffer and Sons, de Londres, vocal de la Reial Junta Particular de Comerç de Barcelona, soci fundador de la Cambra Oficial de Comerç, Indústria i Navegació de Barcelona (1886), primer president de la secció de Comerç (1886-1888) i vicepresident de tota la Cambra. Fundà el Banc Hispano Colonial, també la Societat General de Telèfons, que va ser una de les introductores del telèfon a Espanya, fou conseller de diverses empreses de ferrocarrils.
Heretà del seu pare la finca la Granja Vella, que havia estat propietat dels jerònims de la Vall d'Hebron. Hi conreava verdures i fruites, produint-ne conserves a la fàbrica annexa; criava aus, amb una producció anual d'uns cent mil pollets que, segons la Revista Oficial de la Sociedad Nacional de Avicultores, era la més important d'Europa; produïa llet, amb 80 vaques, per les que va rebre diplomes de la Junta Provincial de Agricultura, Industria y Comercio, així com la Gran Creu del Mèrit Agrícola. També hi creà un zoo, amb un elefant, armadillos, estruços, nyandús, cangurs, llames, gaceles i molts altres animals, que el 1892 va vendre a l'Ajuntament de Barcelona, i van constituir l'inici del Zoo de Barcelona.